# Dieter Bogatzki
Dieter Bogatzki (* 25. Januar 1942 in Konitz, Kreis Danzig, Westpreußen; † 5. Dezember 2000 in Hepstedt, Kreis Rotenburg (Wümme)) war ein deutscher Leichtathlet, der – für die Bundesrepublik startend – in den 1960er Jahren als 800-Meter-Läufer erfolgreich war.
Am 13. August 1966 war er in Wiesbaden an einem Weltrekord einer 4-mal-800-Meter-Staffel der Bundesrepublik beteiligt (7:08,6 min: Manfred Kinder, Walter Adams, Dieter Bogatzki, Franz-Josef Kemper).
Bei den Olympischen Spielen 1964 belegte er im 800-Meter-Lauf als bester Europäer den siebten Platz (1:47,2 min). Am 6. März 1965 wurde er Deutscher Hallenmeister der Bundesrepublik im 800-Meter-Lauf (1:50,2 min).
Dieter Bogatzki wuchs in Weidenau, heute ein Stadtteil von Siegen, auf und besuchte das Fürst-Johann-Moritz-Gymnasium. Er gehörte während seiner Schul- und Jugendzeit, in der er drei Deutsche Meistertitel erringen konnte, zunächst der Leichtathletik-Abteilung der RTG Weidenau an, bevor er als Juniorenläufer zu den Sportfreunden Siegen wechselte und sich, mit Beginn seines betriebswirtschaftlichen Studiums als Diplom-Kaufmann, dem Universitätssportclub USC Mainz anschloss. Beruflich war Bogatzki für den VW-Konzern in dessen Wolfsburger Zentrale tätig.